# Julius Leutheuser
Johann Andreas Julius Leutheuser (* 9. Dezember 1900 in Bayreuth; † 24. November 1942 in Werchne Pschirskaja, UdSSR) war ein evangelischer Theologe und ein Hauptvertreter des radikalen Thüringer Flügels der Deutschen Christen in der Zeit des Nationalsozialismus.
Julius Leutheuser lebte mit seiner Ehefrau und ihren sieben gemeinsamen Kindern in Farnroda, Thüringen.

## Leben
Julius Leutheuser stammte aus Bayern. Zunächst wirkte er als Hilfsgeistlicher in Marktredwitz. 1926 begann er ein Vikariat an der evangelisch-lutherischen Annenkirche in Augsburg. Hier lernte Leutheuser seinen langjährigen Weggefährten Siegfried Leffler kennen, der zeitgleich als Vikar an der evangelischen St.-Ulrichs-Kirche tätig war.
Gemeinsam mit Leffler verließ er 1927 die Evangelisch-Lutherische Kirche in Bayern und ging nach Thüringen, wo sie sich mehr Aufgeschlossenheit für ihre völkischen Ideen erhofften. Die beiden Freunde heirateten 1928 zwei Schwestern und wurden Pfarrer zweier benachbarter Pfarrsprengel im ländlich geprägten Wieratal bei Altenburg, Leutheuser zuerst in Meuselwitz, dann kurz in Lehesten und ab 1928 in Flemmingen und Leffler in Niederwiera.
Beide gründeten 1928 einen Nationalsozialistischen Pfarrer- und Lehrerkreis. Laienspielkreise, „völkisches Schrifttumstudium“, Jugendabende, „deutsche Volksabende“ sollten dem Ziel dienen, eine breite völkisch-christliche Bewegung ins Leben zu rufen. Zum 1. Juni 1929 trat Leutheuser der NSDAP bei (Mitgliedsnummer 138.836). Im Februar 1930 gehörten sie nach einem Besuch Adolf Hitlers zu den Gründern der ersten Ortsgruppe der NSDAP im Wieratal, die am 24. Mai eine Saalschlacht in Langenleuba-Niederhain anzettelte. Das ganze Jahr 1931 über war Pfarrer Leutheuser auf Mitgliederwerbung für die NSDAP nicht nur in Thüringen, sondern auch im benachbarten Freistaat Sachsen als Redner unterwegs.
Bei den Kirchenwahlen im November 1931 benutzten Leutheuser und Leffler erstmals den Namen Deutsche Christen, und im Juli 1932 begann Leffler die Herausgabe der Zeitschrift Briefe an Deutsche Christen sowie eines eigenen Verlagsprogramms. Das Programm dieser später als Thüringer Kirchenbewegung Deutsche Christen bekannten Gruppe, einer rassistischen, antisemitischen und am Führerprinzip orientierte Strömung im Protestantismus, die diesen verstärkt ab 1932 an die Ideologie des Nationalsozialismus angleichen wollte, war die Schaffung einer überkonfessionellen Nationalkirche im Sinne des Nationalsozialismus.
Von 1933 bis 1938 war er als Landesjugendpfarrer tätig.
Leutheuser, der Oberleutnant der Reserve war, nahm am Zweiten Weltkrieg teil und fiel 1942 auf der Höhe 40 bei Werchne Pschirskaja am Don. Seine Witwe lebte später in Farnroda bei Eisenach.

## Schriften (Auswahl)
- Der Heiland in der Geschichte der Deutschen oder Der Nationalsozialismus, vom Evangelium aus gesehen. Ein Vortrag gehalten auf der Tagung der Deutschen Christen in Bad Berka. Weimar 1933.